# Castello Normanno-Svevo (Sannicandro di Bari)
Das Castello Normanno-Svevo ist eine Festung im mittelalterlichen Teil der Gemeinde Sannicandro di Bari im italienischen Apulien. Die Burg, die zwischen den charakteristischen Häusern mit ihren Außentreppen liegt, ist von einem alten Burggraben aus staufischer Zeit umgeben, der erst 1836 verfüllt und in eine Straße umgewandelt wurde. Heute kann man ihren Bau in zwei Abschnitte mit geringem zeitlichem Abstand einteilen: die normannische und die staufische Bauphase. Untersuchungen, die unter der Leitung der Sovrintendenza Archeologica di Bari entstanden, haben im Innenhof die Existenz alter Gräben aus vornormannischer Zeit mit einem befestigten Kern nachgewiesen, der vermutlich von einem Mauerring umgeben war. Die langobardischen und byzantinischen Münzen, die man zwischen den Sandwich-Wänden der Fundamente gefunden hat, bestätigen die (nicht unbedingt ununterbrochene) Nutzung der Anlage seit dem 9. Jahrhundert: Goldmünzen mit dem Bildnis Gisulfs I., Fürst von Salerno (946–974), und sehr viele byzantinische ab der Zeit des Kaisers Theophilos (829–842) stammen. Man kann nicht ausschließen, dass die Burg zu Zeiten des Emirats von Bari, 847–871, zu den 24 sarazenischen „Castella“ zählte, die zum Schutz der damaligen apulischen Hauptstadt gebaut worden waren.

## Geschichte
Mit der Ankunft der Normannen erhielt die Burg, die schon als Verteidigungs- und Herrschaftsgarnison anzusehen war, aber schon kombiniert mit dem Lehen, das Toponym „San Nicandro“, wie in einem Dokument von Emma d’Altavilla von 1119 geklärt wird:

“[…] omnium nostrarum Castelli Sancti Nicandri ita tamen ut ipse abbas eiusque successores in cappellam ipsius Castelli cappelanum mictant”

„[…] von allen unseren Burgen jedoch die Burg St. Nicandrus, dass derselbe Abt und seine Nachfolger in der Kapelle dieser Burg Kaplan werde.“

Dieser ursprüngliche Kern wurde auf einer alten und dann zerstörten, byzantinischen Maueranlage mit unregelmäßigem Grundriss mit vier runden Ecktürmen oder, wie De Tommasi bekräftigt, mit abgerundeten Kanten errichtet.

### Normannische Herrschaft
In der Zeit der Herrschaft von Roger II. von Sizilien wurde die Burg mit dem Bau des Palastes, der vier Türme in der Mitte, des Burggrabens und des Ostportals erweitert. Der Burgherr war Guido da Venosa, der schon 1130 per „Iussone regia“ Herr von Forenza war, das er 1133 mit der Gründung der experimentellen Grafschaft Conversano in Besitz nahm. Laut „Il Catalogo dei Baroni“ zählte die Burg 10 Schwere Reiter und 20 im Kriegsfalle, war also eine Anlage von erheblicher Bedeutung. Beim sorgfältigen Lesen der ersten Ausgabe des sogenannten „Catalogus“ von 1150 erkennt man, dass Guido da Venosa der Kastellan war. In der zweiten Ausgabe von 1168 ist er durch Guglielmo de Tot ersetzt. Der Wechsel des Kastellans fand sicher vor 1155 statt, da ein Dokument aus diesem Jahr Guido da Venosa als Herr des Casamassima anzeigt. Wer ist also Giulielmo de Tot, der …

“[…] tenet in balio Sanctum Nicandrum, quod tenet in capite a domino Rege, quod sicut dixit Robbertus de Beneth et sicut est inventum in quaternionibus Curie?”

„[…] in der Gnade des Hl. Nicandrus hält, was er dem königlichen Herrn im Kopf hält, was so Robbertus de Beneth sagte und man so in den Akten der Kurie findet?“

Die Enthüllung der Figur des Burgherrn 1168 zeigt dessen Auftrag und löst den Streit der Hypothesen auf, ebenso wie Vermutungen, die auf die beeindruckende Erweiterung der Burg in der zweiten Hälfte des 12. Jahrhunderts zurückzuführen sind. Tatsächlich wurde in einem nicht genau bekannten Jahr, aber in jedem Falle ab der Ankunft des „Magister Wilhelmus de Tot“, der gesamte Baukörper der Burg umgebaut, verändert und stark erweitert. Die Burg erfüllte neue Aufgaben. Sie wurde in eine wirkliche Grangia (deutsch „Getreidespeicher“) umgebaut, eine Art Masseria (deutsch „Gehöft“) „ante litteram“, die die direkte Verwaltung von Land und Bauernhöfen ermöglichte, um Männer, Pferde und Verpflegung ins Heilige Land zu senden, um die Kreuzfahrerarmeen zu versorgen. Die Konvois wurden in Bari eingeschifft. Diese neue Phase steht in direktem Zusammenhang mit den Geschehnissen in Übersee: Saladino hatte 1187 Jerusalem von den Arabern erobert und die Kreuzfahrertruppen blieben territorial auf die Verteidigung entlang der Küste beschränkt, wobei ihnen sehr wenig Land zur Kultivierung zur Verfügung stand, um sich direkt vor Ort mit Lebensmitteln zu versorgen. Das Schicksal der Franken und der Ritterorden hing davon ab, dass regelmäßig Nachschub aus Apulien nach Übersee kam. Ein Dokument, das im Archiv des Heiligen (Hl.) Nikolaus von Bari aufbewahrt wird, enthüllt die Rolle und die Bedeutung von Wilhelmus de Tot: Es handelte sich um einen Magister eines Ritterordens, der nicht nur das Castello di Sannicandro di Bari, sondern auch andere wichtige Besitztümer geführt zu haben scheint; sicherlich hatte er mehrere Besitztitel („Privilegia“) in seinen Händen, darunter springt „Privilegium Iohe factum a domino Roggerio (Riccardo) Senescalco, cuius autenticum est penes magistrum Guillelmum de Toto“ (deutsch „Privileg Elbode, für den Herrn Riccardo Senescalco gemacht, dessen Authentizität in der Verantwortung des Magisters Wilhelm de Tot liegt“) ins Auge. Die Politik der Machtzentrierung von Kaiser Friedrich II. und seine Ungeduld mit den Ritterorden, vor allen Dingen mit denen, die, wie die Templer und die Hospitaliter, mit ihm auf den Handelswegen ins Heilige Land und in den Orient konkurrierten, lassen vermuten, dass der Kaiser nach seiner Rückkehr vom Kreuzzug 1229 intervenierte, um die Templer aus der Burg zu entfernen. Die Verfolgung wurde gegenüber dem Templerorden durch die Anklage wegen Häresie realisiert und mit der daraus folgenden Beschlagnahme von Vermögenswerten und Burgen, darunter auch des Castello di Sannicandro di Bari.
In den Jahren der Verwaltung durch die Templer hatte die Burg neun Türme.

### Herrschaft des Hauses Anjou
Der Beginn der Herrschaft des Hauses Anjou war entscheidend für die Geschichte des Dorfes. Man erzählt sich, dass der Prinz Karl I., der in Sizilien inhaftiert war, die Hilfe des Hl. Nikolaus von Bari erbeten haben soll, dieser ihm erschienen wäre und ihm seine Freilassung versprochen hätte. Als dieser befreit war und mit dem königlichen Titel nach Neapel zurückkam, wollte Karl II. das Heiligtum des Nikolaus von Bari, dessen Eingreifen er die Rettung zuschrieb, mit großen Pfründen und reichsten Spenden besser ausstatten. 1304 fiel das Lehen von Sannicandro schließlich mit Erlaubnis des Königs von Neapel an die Basilika des Hl. Nikolaus von Bari und es folgte dafür eine Periode relativer Stabilität.
In diesen Jahren wohnte der Prior-Baron nicht mehr in der Burg, sondern in der Nähe des königlichen Hofes von Neapel. Sie wurde daher als Verwaltungssitz des bäuerlichen Betriebes des Baronats genutzt und in einigen Räumen des Erdgeschosses wurden eine Mühle und eine Ölmühle eingebaut.

### Neuzeit

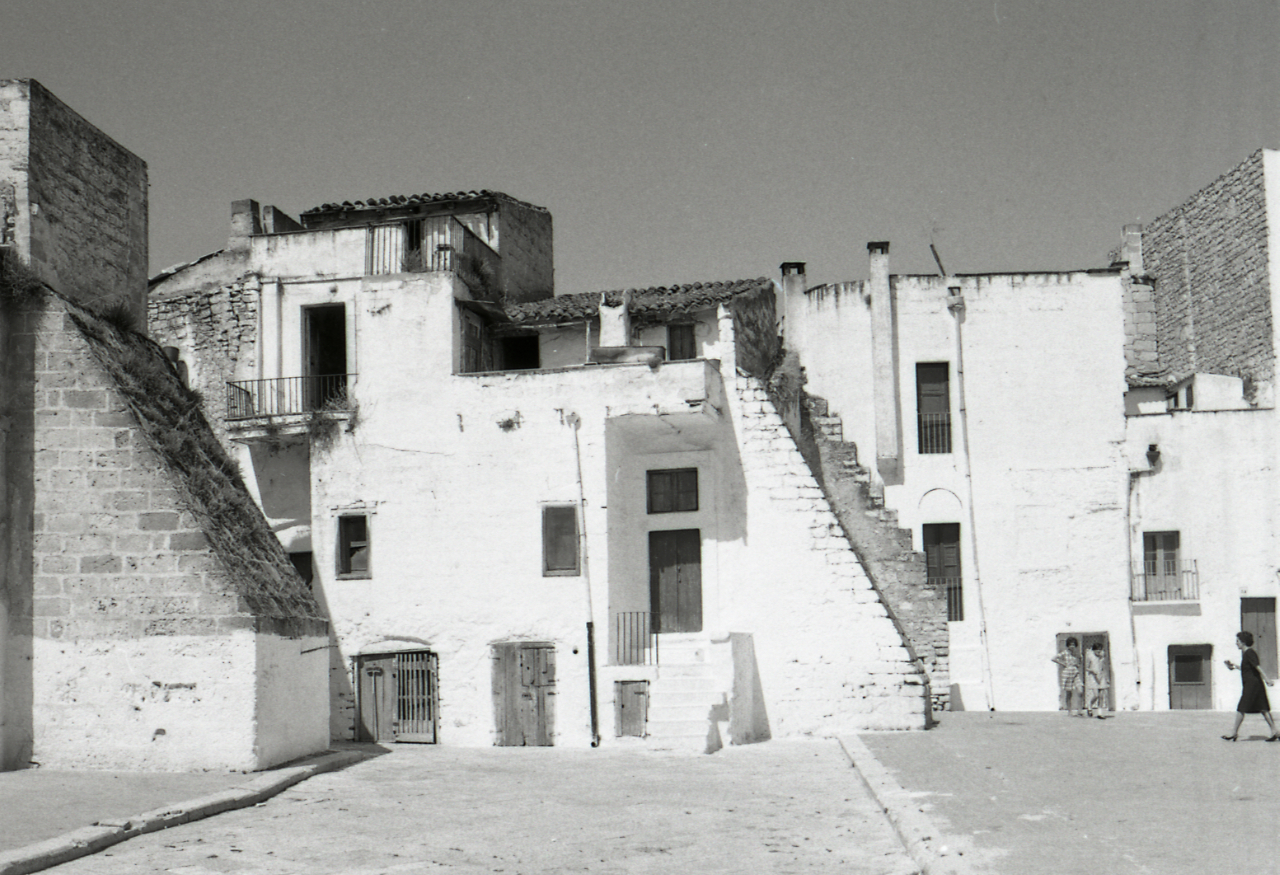
Häuser innerhalb der Mauern auf einem Foto von Paolo Monti (1970)

Die Herrschaft der Prior-Barone des Kapitels des Hl. Nikolaus von Bari dauerte fünf Jahrhunderte bis zum Jahr 1806, in dem das Gesetz des Königs Joseph Bonaparte in Kraft trat, das den Feudalismus abschaffte. Das Lehen wurde also einem gemeinsamen Privateigentum überantwortet und das Königliche Kapitel des Hl. Nikolaus von Bari geriet in die Rolle eines Nutznießers von Immobilienbesitz. 
Die Burg, die während der Verwaltung durch das Kapitel ihre originale Form behalten hatte, wurde zwischen 1806 und 1875 barbarisch ruiniert. Um die Finanzierungslücke zu schließen, die durch den Verlust der Feudalrechte entstand, mussten neue Einnahmequellen für die Unterhaltung der Basilika und des Kapitels gefunden werden. Dazu wurde der äußere Mauerring an einigen Stellen durchbrochen, wodurch Tür- und Fensteröffnungen entstanden, die den Einbau von Geschäften, Wohnungen und Ställen ermöglichten, welche dem Kapitel Einnahmen brachten. Der Burggraben wurde verfüllt, der unterirdische Gang blockiert, die Doppelfenster entfernt und in Balkone umgebaut.

### Jüngste Zeit
1951 fiel der Adelstitel vom Prior des Hl. Nikolaus von Bari an den Erzbischof von Bari und die Gemeinde Sannicandro di Bari kaufte 1967, vertreten durch ihren Bürgermeister Prof. Nicola Casamassima, die Burg für die Summe von 10,5 Mio. Lire. Nach einer Reihe von Restaurierungen ist die Burg heute für Besucher zugänglich.